# Torpedowce typu Egli
Torpedowce typu Egli – greckie torpedowce z początku XX wieku. W 1912 roku w niemieckiej stoczni Vulcan w Szczecinie zbudowano sześć okrętów tego typu. Torpedowce zostały wcielone do składu greckiej marynarki wojennej w latach 1913–1914. W latach 1916–1918 okręty służyły pod banderą Marine nationale, obsadzone przez francuskie załogi. Wszystkie zostały zwrócone Grecji po zakończeniu I wojny światowej. Dwie jednostki wycofano ze służby w 1926 roku, a pozostałe służyły do inwazji Niemiec na Grecję w 1941 roku, podczas której zostały zatopione w kwietniu 1941 roku.

## Projekt i budowa
Sześć torpedowców typu Egli zostało zamówionych przez Królestwo Grecji w Niemczech w 1912 roku. Okręty zbudowane zostały w stoczni Vulcan w Szczecinie . Stępki jednostek położono w 1912 roku i w tym samym roku zostały zwodowane .
| Okręt     | Stocznia | Położenie stępki | Wodowanie | Wejście do służby | Los                               |
| --------- | -------- | ---------------- | --------- | ----------------- | --------------------------------- |
| „Egli”    | Vulcan   | 1912             | 1912      | 1912              | zatopiony 24 kwietnia 1941        |
| „Alkioni” | Vulcan   | 1912             | 1912      | 1914              | zatopiony 23/24 kwietnia 1941     |
| „Aretusa” | Vulcan   | 1912             | 1912      | 1913              | zatopiony 24 kwietnia 1941        |
| „Doris”   | Vulcan   | 1912             | 1912      | 1913              | zatopiony 23 kwietnia 1941        |
| „Dafni”   | Vulcan   | 1912             | 1912      | 1913              | wycofany w 1926, sprzedany w 1931 |
| „Tetis”   | Vulcan   | 1912             | 1912      | 1913              | wycofany w 1926, sprzedany w 1931 |

## Dane taktyczno-techniczne
Okręty były torpedowcami o długości całkowitej 45 metrów, szerokości 5 metrów i zanurzeniu 1,2 metra. Wyporność normalna wynosiła 120 ton, a pełna 125 ton . Jednostki napędzane były przez pionową maszynę parową potrójnego rozprężania o mocy 2400 KM, do której parę dostarczały dwa kotły typu Marine . Prędkość maksymalna napędzanych jedną śrubą okrętów wynosiła 24 węzły . Zapas węgla wynosił 25 ton .
Na uzbrojenie artyleryjskie jednostek składały się dwa pojedyncze działa kalibru 57 mm Mark 3.7 L/45 produkcji zakładów Bethlehem Steel . Broń torpedową stanowiły trzy pojedyncze wyrzutnie kalibru 450 mm .
Załoga pojedynczego okrętu składała się z 20 oficerów, podoficerów i marynarzy .

## Służba
Jednostki typu Egli zostały wcielone w skład marynarki wojennej w latach 1912–1914 . W grudniu 1916 roku wszystkie zostały w Salonikach zajęte przez Francuzów i wcielone do Marine nationale . Jednostki były używane jako okręty patrolowe na wodach Morza Egejskiego. Torpedowce powróciły pod grecką banderę w grudniu 1918 roku, po zakończeniu I wojny światowej . W 1926 roku ze służby zostały wycofane „Dafni” i „Tetis”. W tym samym roku z pozostałych okrętów zdemontowano po jednej wyrzutni torped, a w latach 1930–1931 usunięto oba działa kalibru 57 mm, instalując w zamian pojedyncze działko kalibru 37 mm SK C/30 L/83 .
W momencie wybuchu II wojny światowej okręty były już przestarzałe i osiągały prędkość od 17 do 19 węzłów; używane były do szkolenia i zadań patrolowych . W kwietniu 1941 roku, w trakcie inwazji Niemiec na Grecję, „Egli”, „Alkioni”, „Aretusa” i „Doris” zostały samozatopione w Zatoce Sarońskiej, aby uniknąć przejęcia przez Niemców .